# Belterra Resort Indy 300 2000
Belterra Resort Indy 300 2000 var ett race som var den åttonde och näst sista deltävlingen i Indy Racing League 2000. Racet kördes den 27 augusti på Kentucky Speedway. Buddy Lazier gav sig själv ett perfekt läge inför den sista tävlingen att säkra sin första titel. Han vann tävlingen på den nybyggda banan i Kentucky, strax före Scott Goodyear, med Sarah Fisher på tredje plats. Fisher blev den första kvinnan att sluta på prispallen i en Indytävling.

## Slutresultat
| Plats | Förare           | Team                     | Grid |
| ----- | ---------------- | ------------------------ | ---- |
| 1     | Buddy Lazier     | Hemelgarn Racing         | 7    |
| 2     | Scott Goodyear   | Panther Racing           | 1    |
| 3     | Sarah Fisher     | Walker Racing            | 4    |
| 4     | Eddie Cheever    | Cheever Racing           | 15   |
| 5     | Stéphan Grégoire | Dick Simon Racing        | 21   |
| 6     | Jeff Ward        | A.J. Foyt Enterprises    | 5    |
| 7     | Greg Ray         | Team Menard              | 3    |
| 8     | Shigeaki Hattori | Treadway Racing          | 17   |
| 9     | Sam Hornish Jr.  | PDM Racing               | 20   |
| 10    | Donnie Beechler  | Cahill Racing            | 8    |
| 11    | Mark Dismore     | Kelley Racing            | 24   |
| 12    | Buzz Calkins     | Bradley Motorsports      | 11   |
| 13    | Robbie Buhl      | Dreyer & Reinbold Racing | 16   |
| 14    | Robby McGehee    | Treadway Racing          | 19   |
| 15    | J.J. Yeley       | McCormack Motorsports    | 26   |
| 16    | Davey Hamilton   | TeamXtreme               | 9    |
| 17    | Jimmy Kite       | Blueprint Racing         | 12   |
| 18    | Billy Boat       | Team Pelfrey             | 22   |
| 19    | Airton Daré      | TeamXtreme               | 23   |
| 20    | Jaques Lazier    | Mid-America Motorsports  | 10   |
| 21    | Stevie Reeves    | Logan Racing             | 27   |
| 22    | Tyce Carlson     | Hubbard-Immke Racing     | 13   |
| 23    | Roberto Guerrero | Team Coulson Racing      | 25   |
| 24    | Scott Sharp      | Kelley Racing            | 18   |
| 25    | Eliseo Salazar   | A.J. Foyt Enterprises    | 2    |
| 26    | Jeret Schroeder  | Tri-Star Motorsports     | 6    |
| 27    | Al Unser Jr.     | Galles Racing            | 14   |